# Дизайн-мышление
Дизайн-мышление (англ. design thinking) — методология решения инженерных, деловых и прочих задач, основывающаяся на творческом и аналитическом подходе. Главной особенностью дизайн-мышления, в отличие от аналитического мышления, является не критический анализ, а творческий процесс, в котором порой самые неожиданные идеи ведут к лучшему решению проблемы.
Идею дизайн-мышления (созидательного мышления) впервые сформулировал Герберт Саймон в 1969 году в книге «Науки об искусственном» (англ. The Sciences of the Artificial). Позднее идею развили ученые Стэнфордского университета и основали Стэнфордский институт дизайна[en], который продвигает идею дизайн-мышления.
Дизайн-мышление также связано с разработкой инноваций продуктов и услуг в социальном и бизнес-контексте. Некоторые из этих разработок были подвергнуты критике за упрощение процесса проектирования и упрощение роли технических знаний и навыков.

## Алгоритм применения
Герберт Саймон выделяет следующие этапы в дизайн-мышлении:
1. Определение проблемы
2. Исследование
3. Формирование идей
4. Прототипирование
5. Выбор лучшего решения
6. Внедрение решения
7. Оценка результатов

## Критика и связи с другими исследованиями
В научных нейро- и поведенческих исследованиях творчества утверждение о дихотомии аналитическое-творческое мышление предлагается считать одним из популярных заблуждений в «народной» психологии. Исследователи показывают в опытах и учитывают в моделях, что творческий процесс обязательно включает в себя как дивергентное, так и аналитическое мышление. И что они равно важны для достижения не просто нового, но полезного нового результата.
Также можно заметить, что из перечисленных выше семи этапов в той или иной степени аналитическими являются все этапы, кроме этапа формирования идей. Так что и в рамках методологии дизайн-мышления противопоставление можно считать некорректным.
В некоторых источниках предполагается, что главный компонент этапа формирования идеи в методике дизайн-мышления реализуется методом мозгового штурма, который критикуется в ряде исследований как неэффективный и неоптимальный.

## Составляющие дизайн-мышления
Дизайн-мышление включает в себя такие процессы, как анализ контекста, поиск и формализация проблем, генерация идей и решений, творческое мышление, создание эскизов и рисунков, моделирование и создание прототипов, тестирование и оценка. Основные характеристики дизайнерского мышления:
- действовать в соответствии со стратегиями, ориентированными на решение задач;
- перенимать и использовать продуктивные рассуждения;
- использовать невербальные, графические / пространственные средства моделирования.[17]

Стратегия решения проблемы
Вместо того, чтобы принять проблему как заданную, проектировщики исследуют данную проблему и её контекст. Они могут переосмыслить или реструктурировать данную проблему, чтобы достичь конкретного определения проблемы и предложить стратегию её решения.
Мышление, ориентированное на решение
В эмпирических исследованиях трехмерного решения проблем Брайан Лоусон обнаружил, что архитекторы использовали ориентированные на решение когнитивные стратегии, отличные от проблемно-ориентированных стратегий ученых. Найджел Кросс предполагает, что «дизайнеры, как правило, используют гипотезы решения как средство развития своего понимания проблемы».
Абдуктивные рассуждения
Творческий способ мышления в дизайн-мышлении — это, скорее, абдуктивное мышление, чем более привычные формы индуктивного и дедуктивного мышления.